# دورة الألعاب الآسيوية 2034
دورة الألعاب الآسيوية 2034 هي النسخة الثانية والعشرين من دورة الألعاب الآسيوية وستقام في الرياض بالمملكة العربية السعودية في عام 2034. ستضيف الرياض للمرة الأولى فعاليات البطولة.